# Santuario de la Preciosa Sangre de Cristo (San Luis Coyotzingo)
El Santuario de la Preciosa Sangre de Cristo es un templo religioso de culto católico que pertenece a la jurisdicción eclesiástica de Huejotzingo, bajo la advocación del Señor de Coyotzingo. Se encuentra ubicada en el noroeste del estado de Puebla, en la localidad de San Luis Coyotzingo. Este Santuario es uno de los más visitados de la región, su fiesta el Segundo Viernes de Cuaresma, donde se muestra una gran concurrencia de peregrinos y feligreses.

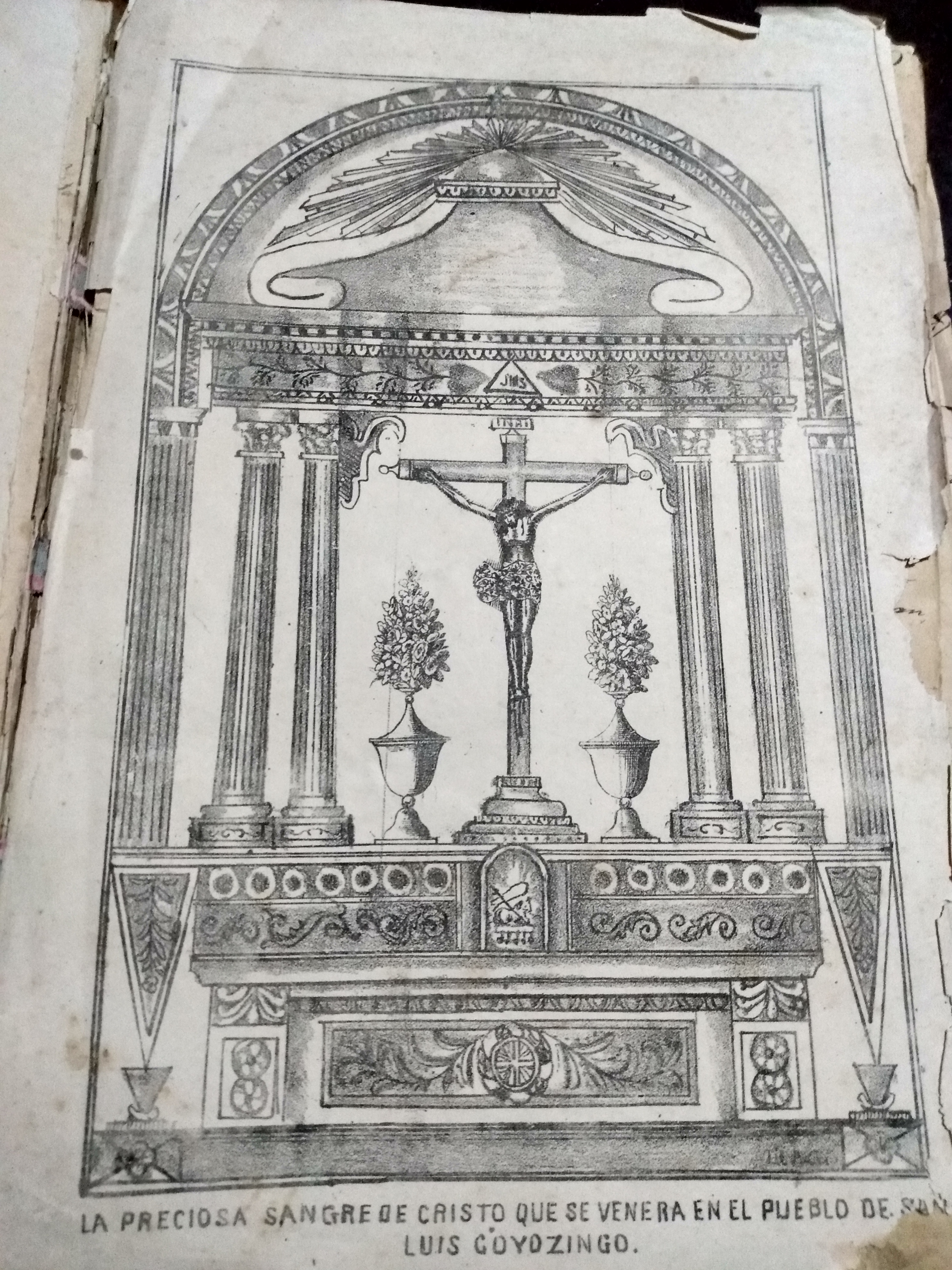
Archivo Documental del Templo de San Luis Obispo

 La imagen del cristo crucificado con la advocación del Señor de Coyotzingo que se venera en su santuario en San Luis Coyotzingo, es, según la tradición oral, producto de un milagro cuya aparición llenó de devoción a los habitantes de Coyotzingo.
Lo cierto es que, desde su llegada, se ha convertido en el más venerado, tanto por los moradores como por muchas personas, que lo admiran por los milagros, que dicen ellos, les ha concedido. Reflejo de esos testimonios son los llamados milagros que adornan la imagen del Cristo.
La celebración tiene lugar el Segundo Viernes de Cuaresma y primero de julio, con el fin de agradecer el sinfín de milagros atribuidos a la imagen.
Los eventos en torno en la feria van desde actos religiosos con, mañanitas, misa, castillos pirotécnicos , peregrinaciones , danza , la feria y la procesión del cristo por las calles de la comunidad.

## Descripción
La imagen, realizada en madera policromada, posee peluca y barba esculpida y muestra a Cristo en el momento inmediatamente posterior a su muerte en la cruz, con la cabeza caída hacia su lado derecho y el cuerpo cubierto con diversas heridas sangrantes, siendo la más destacada la del costado derecho. El sendal realizado en tela, suele ser de color aaunque en ocasiones morado con flecos y detalles bordados en color oro. Sobre su cabeza porta una corona de espinas con potencias y con la placa metalizada con las letras INRI que corona la cruz, hallándose todo el conjunto custodiado en un retablo pétreo y protegido tras un cristal.